# Stefan Klett

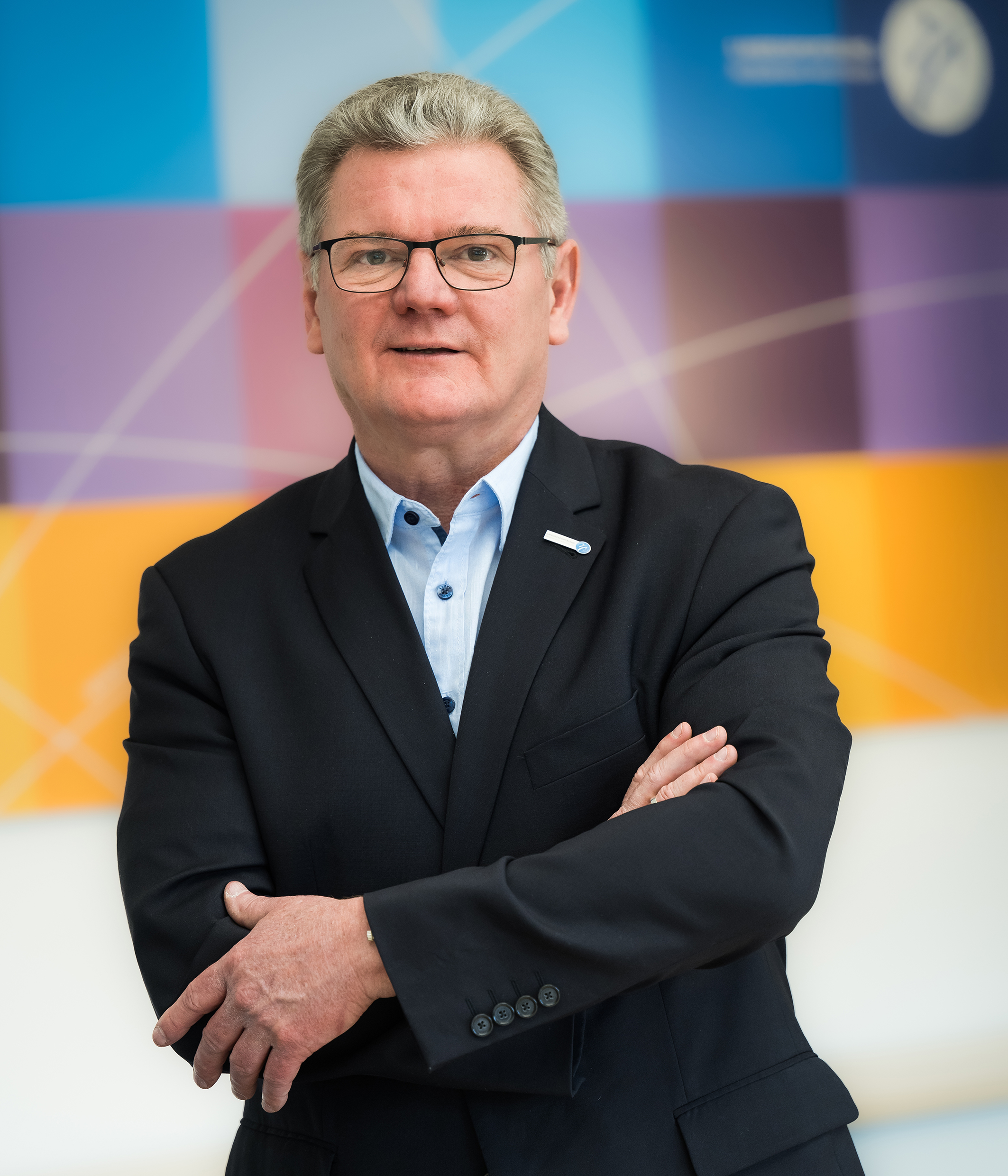
Stefan Klett (2023)

Stefan Klett (* 23. Juni 1967 in Wipperfürth) ist ein deutscher Sportfunktionär. Er ist seit 2020 Präsident des Landessportbundes Nordrhein-Westfalen. Von 2008 bis 2019 war er Präsident des Aeroclub NRW und von 2019 bis 2022 Präsident des Deutschen Aero Clubs.

## Leben
Stefan Klett legte das Abitur 1986 am Engelbert-von-Berg-Gymnasium Wipperfürth ab und absolvierte anschließend den Wehrdienst bei der Luftwaffe in Nörvenich. 1988 begann er in Köln ein Studium der Betriebswirtschaftslehre und wechselte 1993 zu einem Technikerstudium nach Düsseldorf, das er 1997 als staatlich geprüfter Techniker im Bereich Klimatechnik abschloss. Es folgte zunächst eine Tätigkeit als Vertriebsleiter im Bereich Gebäudetechnik. Heute ist Stefan Klett als Key Account in ganz NRW für die Bau- und Wohnungswirtschaft bei einer süddeutschen Unternehmensgruppe tätig.
Seit 1981 ist Klett im Luftsport und dessen Verbandsarbeit in Nordrhein-Westfalen tätig und Mitglied des Luftsportvereins Wipperfürth, wo er aktiver Segel- und Motorflieger ist. Von 1989 bis 1991 war er Landesjugendleiter des Verbandes. Zwischen 1991 und 1994 sowie von 2001 bis 2008 war er Vizepräsident des Aeroclub NRW und von 2008 bis 2019 dessen Präsident.
Klett war von 2019 bis 2022 Präsident des Deutschen Aero Clubs und ist seit 2020 Präsident des Landessportbundes Nordrhein-Westfalen. Im Rahmen seines vielfältigen Engagements war und ist er zudem Mitglied, Präsident bzw. Vizepräsident in zahlreichen Verbänden und Stiftungen sowie Mitglied im Rundfunkrat des Westdeutschen Rundfunks.
Seit 1991 ist Klett Mitglied der CDU, seit 1994 ist er Ratsmitglied der Stadt Wipperfürth.
Stefan Klett ist verheiratet und Vater von zwei Töchtern.

## Weitere Mitgliedschaften und Funktionen (Auswahl)
- 2001–2008: Präsidiumsmitglied des Aeroclub NRW[1]
- 2008–2019: Präsident des Aeroclub NRW[1]
- 2008–2020: Vizepräsident Finanzen des Landessportbundes NRW[1]
- 2008–2020: Präsidiumsmitglied des SportBildungswerkes des LSB NRW[1]
- 2009–2015: Rundfunkrat des WDR[1]
- 2015–2020: Mitglied in der Medienkommission der Landesanstalt für Medien NRW[1]
- 2015–2020: stellvertretender Vorstandsvorsitzender Deutsches Sport & Olympia Museum[1]
- 2015–2022: Vizepräsident der Sporthilfe NRW[1]
- 2019–2022: Präsident des Deutschen Aero Clubs[4]
- 2019–2022: Vizepräsident der Fédération Aéronautique Internationale
- 2020–2022: Mitglied des Teilhabe- und Integrationsbeirates des Landes Nordrhein-Westfalen
- seit 2019: Kuratorium der Deutschen Stiftung Kinderherz[1]
- seit 2020: Präsident des Landessportbundes NRW[1]
- seit 2020: stellvertretender Rundfunkrat des WDR[1]
- seit 2020: Kuratorium der Metropolregion Rheinland
- seit 2020: Kuratorium der Sportstiftung NRW
- seit 2020: Kuratorium der Theodor Wüllenkemper und Inge Bachmann Stiftung
- seit 2020: Ständiges Jurymitglied Landespreis Sportwissenschaft Nordrhein-Westfalen
- seit 2021: 1. stellvertretender Vorsitzender des Arbeitskreises Gesellschaftlicher Gruppen der Stiftung Haus der Geschichte NRW
- seit 2022: Präsident der Sporthilfe NRW
- seit 2023: Kuratorium Stiftung Sicherheit im Sport
- seit 2024: Mitglied des Kuratoriums DJK-Ethik-Preis des Sports
- seit 2024: Mitglied des Kuratoriums der Rhine-Ruhr 2025 FISU World University Games
- seit 2025: Mitglied des Kuratoriums Stiftung Sicherheit im Skisport

## Ehrungen
- 2014: Ehrenring der Stadt Wipperfürth
- 2018: Goldene Ehrennadel des Deutschen Aeroclubs
- 2019: Sportplakette des Landes NRW
- 2019: Ehrenpräsident des Aeroclub NRW

Quelle: 